# Jean Hakizimana
Jean Marie Vianney Hakizimana (sinh ngày 31 tháng 1 năm 1985, ở Bujumbura) là một tiền đạo bóng đá người Burundi thi đấu cùng với AS Inter Star.

## Sự nghiệp
Anh từng thi đấu ở Rwanda cho Mukura Victory Sports FC và ở quê nhà cho Prince Louis FC.

## Sự nghiệp quốc tế
Hakizimana từng là thành viên của Đội tuyển bóng đá quốc gia Burundi.